# SC Burgdorf
Der SC Burgdorf ist ein Schweizer Fussballverein aus der Stadt Burgdorf.

## Geschichte
Am 20. Mai 1898 gründeten einige Techniker im Hotel Bären in Burgdorf den FC Burgdorf. 1907 wurde in Burgdorf dann ein zweiter Klub, der FC Fortuna, später FC Waldeck, gegründet. Die Geburtsstunde des Sportclubs Burgdorf schlug am 28. August 1926 als der FC Burgdorf und der FC Waldeck fusionierten. Der neu entstandene Verein entwickelte sich rasch zum Grössten der Stadt und im Jahre 1951 erfolgte der Aufstieg in die 1. Liga.
Sportlicher Höhepunkt der Vereinsgeschichte war der 24. November 1963, an dem die Burgdorfer zu Hause im Cup-Achtelfinale vor 5200 Zuschauern gegen den Grasshopper Club Zürich spielten. Das Spiel ging 1:2 verloren.
Nach vielem sportlichen Auf und Ab der 1. Mannschaft folgte im Jahre 1989/1990 der Aufstieg in die Nationalliga B. Dann, in nur 8 Jahren, der freie Fall von der NLB in die 3. Liga (siebthöchste Spielklasse). Seit längerem spielt die 1. Equipe in der 3. Liga.
Aus den Reihen des Sportclubs Burgdorf gingen auch zwei Schweizer Nationalspieler hervor, Fritz Morf und Ulrich Wegmann.

## Stadion
Zu Anfangszeiten wurde auf der Schützenmatte gespielt. 1953 wurde das Stadion Neumatt eingeweiht, wo der SC Burgdorf ein eigenes Stadion erhielt, das mit 350 Sitz- und 3500 Stehplätzen ausgestattet ist.